# Värmekabel
Värmekabel är en elkabel som avger värme när den spänningssätts. Värmekabel kan smidigt tillsätta värme, den kan lindas på eller bakas in där värme behövs och tillföra värme för att förhindra frysning eller att förhöja komfort. Vanliga applikationer är golvvärme, frostskydd i vattenrör, snöfria markytor, garagenedfarter, hängrännor utan istappar samt på mängder av industriapplikationer.

## Principer
Det finns olika typer av värmekablar: 

### Serieresistiv värmekabel
Serieresistiv värmekabel bygger på en resistanstråd i en slinga med ett förutbestämt motstånd. Värmeslingans effekt beror av vald resistans per meter, längd samt anslutningsspänning.
Serieresistiv värmekabel förekommer som enkel ledare och värmekabel med återledare, Enkelledaren skall anslutas i båda ändar medan kabel med inbyggd återledare kan kortslutas på en ände och anslutas till matningsspänning i den andra. Serieresistiv värmekabel tillverkas i olika kvalitéer för temperaturer från 60°C till 600°C.

### Självbegränsande värmekabel
Självbegränsande värmekabel används vanligen för frostskydd av vattenledningar, golvvärme, frostskydd av hängrännor och stuprör, den är idag den vanligast förekommande kabeln på industrin även lämpad för petrokemisk industri då den finns i EX utförande.
Självbegränsande värmekabel har blivit populär då den kan kapas till på och färdigställas på arbetsplatsen och avger samma effekt oberoende av längd vilket gör att den enkelt kan lagerhållas av installatör och industri. Längder kan göra från 0,1 till ca. 100 meter beroende av kopparledarnas area samt kabelns effekt och matningsspänning.  
Principen bygger på att två kopparledare bakas in i ett dopat plastmaterial som blir halvledande, plastmaterialen kan vara av olika typ beroende på värmekabelns användningsområde och temperaturområde.
Plastmaterialets ledningsförmåga beror av dess temperatur, och ledningsförmågan avtar med stigande temperatur, detta förhindrar överhettning och möjliggör användning i brandfarliga samt explosionsfarliga utrymmen.
Kabel kan tillverkas i effekter från 10W/m upp till ca. 130W/m (vid +10°C) och temperaturområde från 40 - 280°C  
Vid användning av PE som grundmaterial tål värmekabeln ca. 60°C och får en "brant" kurva vilket gör att den levererar hög effekt vid låga temperaturer för att vara nästan helt avstängd vid +40°C vilket passar utmärkt för frostskyddsapplikationer. Vid tillverkning med teflonmaterial till exempel PFA blir kurvan "flack" - effekten bibehålls upp till temperaturer upp mot 200°C. Värmekabelns nackdel består i startströmmar, vid tillkoppling av matningsspänning uppstår en strömpuls som under några millisekunder motsvarar i det närmaste kortslutningsström, vid långa rörlängder måste därför systemet delas upp i kortare sektioner som startas sekventiellt. 

### Parallellresistiv värmekabel
Parallellresistiv värmekabel - Konstant Wattkabel är även denna en tvåledare Vanligast förekommande inom industrin då tillverkningsprocessen är kostsam. 
Parallellresistiv kabel har istället för halvledarmaterial en motståndstråd lindad runt de två isolerade ledarna, motståndstråden kontakteras på jämna halvmeter eller meter mot ledare annanvar gång mot fas och nästa mot nolla. Effekten bestäms av den lindade trådens resistans samt lindningstäthet. Denna kabel finns i effekter från 10W/m upp till 90W/m för matningsspänning från 48V - 400V, den kan kapas i önskade längder, en sektion åtgår vid kapning och bildar då en kall anslutningskabel. Denna typ av kabel kan kapas och färdigställas på arbetsplatsen.

## Användning
Används värmekabeln för golvvärme läggs kabeln i ett förutbestämt mönster för att ge jämn värme samt även för att bestämma effekten i hela golvet. En tät läggning mellan slingorna ger ett varmare golv. Normalt räknar man med cirka 100-150 W/m² och använder en termostatstyrd två-ledarkabel.
För frostskydd i vattenledningar används vanligen en självreglerande värmekabel. Kabeln kan användas invändigt i rör eller läggas utvändigt. Effekten blir ungefär 10 W/m vid -5 C°.
Värmekabel kan även användas för markuppvärmning, tjältining och betonghärdning vid gjutningar vintertid. Effekter upp mot 50 W/m är vanliga. Här kan både en- och tvåledarkabel användas.

## Skador
Ibland går en värmekabel sönder av olika anledningar. Det kan vara en klämskada som efter en tid av uppvärmning/avkylning ger med sig, borrskador, flyttade väggar, toalettstolar, trösklar och rena utmattningsskador som uppstått på grund av överhettning eller felförläggning mm.
Det är en myt att värmekablar inte går att laga vilket kostar försäkringsbolagen onödiga pengar. Det finns specialister som kan lokalisera skadeplatsen i golvet och laga kabeln till full funktion.